# Kassim-Khanat

Die Karte des Kassim-Khanates

Das Kassim-Khanat (russisch Касимовское царство, tatarisch Касыйм ханлыгы) war ein tatarisches Khanat an der mittleren Oka, das in den Jahren 1452 bis 1681 bestand und sich in einem Vasallenverhältnis zu den Moskauer Großfürsten und Zaren befand. Sein Zentrum war die Stadt Kassimow.

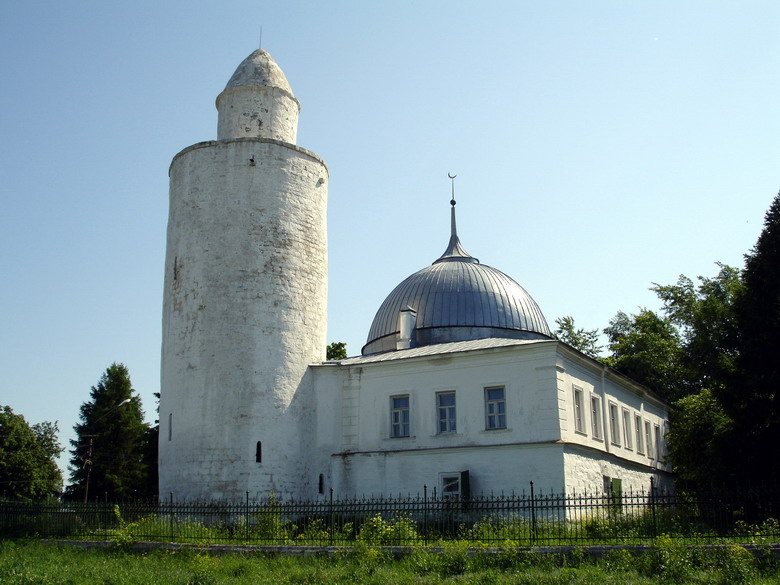
Eine Moschee in Kassimow (1467)

Die Frage der Entstehung des Kassim-Khanats ist unter den Historikern umstritten. Einige Forscher sehen es als einen Splitterstaat der Goldenen Horde an, der in politische Abhängigkeit vom Großfürstentum Moskau geriet, andere sehen darin einen von Moskauer Großfürsten gezielt geschaffenen Vasallenstaat, den sie dem tatarischen Hochadel gaben, der in die Dienste Moskaus trat. Der Gründer der regierenden Dynastie des Kassim-Khanats war Kassim Khan, der Sohn von Ulug Mehmed. Die Bevölkerung des Khanats, das immer wieder Russland militärisch zur Seite stand, bestand aus Tataren und Mordwinen. Die dominierende Religion war der Islam, wobei es jedoch immer wieder zur russisch-orthodoxen Konvertierung bestimmter prominenter tatarischer Adliger kam. Im Jahr 1575 setzte Iwan der Schreckliche den Khan Sajin-Bulat unter dem Namen Simeon Bekbulatowitsch kurzzeitig als seinen Stellvertreter auf dem Moskauer Thron ein.